# Goździcznik skalnicowy

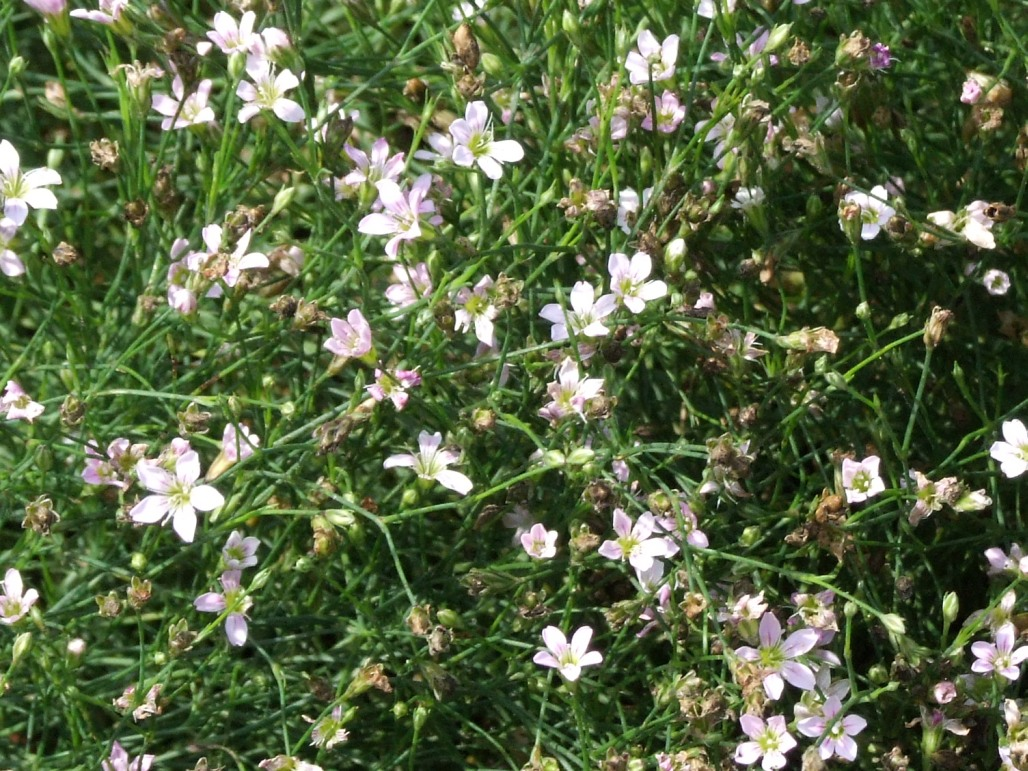

Goździcznik skalnicowy (Petrorhagia saxifraga (L.)Link) – gatunek rośliny z rodziny goździkowatych. Pochodzi z Europy i zachodniej Azji. Jest uprawiany, czasami dziczejący. We florze Polski: antropofit zadomowiony, kenofit, dziko występuje bardzo rzadko.

## Morfologia
ŁodygaCienka, rozgałęziona, pokładająca się, o długości 10-30(45) cm.
LiścieOstro zakończone, o długości ok. 10 cm
KwiatyZebrane w luźny, podobny do wiechy kwiatostan. Kielich 5-15-nerwowy, częściowo błoniasty. 4 podkielichowe łuski o długości połowy kielicha. Kwiaty różowe.

## Zastosowanie
- Rzadko u nas uprawiany jako roślina ozdobna. Największym atutem jest wyjątkowo długie, obfite i efektowne kwitnienie (od połowy czerwca do września), oraz dobre zimowanie. Nadaje się do obsadzania murków i na wyższe skalniaki.

## Kultywary
- 'Rosette' – tworzy kobiercowate, regularne kępy do wysokości do 20 cm. Łodygi ma bardzo cienkie i mocno rozgałęzione, a na nich rozmieszczone są parami igiełkowate, ostro zakończone liście długości 1–1,5 cm. Od czerwca do września pojawiają się liczne, delikatne kwiatostany pełnych, różowoliliowych drobnych kwiatków.
- 'Plenifora' – ma różowe, pełne kwiaty.

## Uprawa
Nie ma specjalnych wymagań. Najlepsza jest sucha, piaszczysto-gliniasta gleba o alkalicznym odczynie. Najlepiej rośnie na słonecznym stanowisku. Rozmnaża się wyłącznie wegetatywnie przez podział wczesną wiosną, gdyż w naszym klimacie nie zawiązuje nasion.